# Suprema Corte de Justicia de la Nación
La Suprema Corte de Justicia de la Nación (SCJN) es el máximo tribunal constitucional y mayor autoridad jurisdiccional del Poder Judicial de la Federación de México, a excepción de la materia electoral, la cual le compete al Tribunal Electoral. Está conformada por nueve jueces denominados ministros, uno de los cuales es designado como su presidente; este funge como responsable de la dirección del organismo y mayor representante ante los otros poderes.
La vigente Constitución de 1917 prevé este órgano en su título tercero, capítulo IV, y abordándolo en cinco artículos. En ellos se especifican las obligaciones, facultades, requisitos y restricciones de la corte; principalmente la facultad exclusiva, entre los órganos del mismo sistema judicial, para estudiar, discutir, y emitir sentencias definitivas en controversias constitucionales o acciones de inconstitucionalidad, que surjan entre los poderes de la Unión, los poderes estatales, autoridades municipales, los órganos autónomos, o la contradicción de una norma con la carta magna. Es decir, le corresponde asegurar el orden establecido por la Constitución y mantener el equilibrio entre las diversas instituciones de gobierno. Sus deberes incluyen también, como última instancia legal, solucionar de modo definitivo, asuntos judiciales de gran relevancia social, a través de las resoluciones jurisprudenciales que dicta. Por lo anterior, y al tratarse del principal y más alto tribunal de naturaleza constitucional, no existe órgano ni autoridad que se encuentre por sobre ella o recurso judicial que pueda interponerse en contra de sus decisiones.
Los ministros son elegidos por voto directo y universal. Una vez electos, entran en funciones el 1.º de septiembre del año de la elección. Su cargo dura un periodo de nueve años, sin la posibilidad de reelección; El presidente de la corte surge de la rotación interna, a partir del más votado en los comicios judiciales, entre los nueve elegidos. Su trabajo se distribuye a través de sesiones en pleno (con la presencia de los nueve ministros). En tanto que los períodos de sesiones en la corte serán dos al año, el primero comenzará el primer día hábil del mes de enero y terminará el último día hábil de la primera quincena del mes de julio, y el segundo empezará el primer día hábil del mes de agosto y concluirá el último día hábil de la primera quincena del mes de diciembre.
Su sede se encuentra en el Edificio de la Suprema Corte, localizado en el Centro histórico de la Ciudad de México, en la esquina sureste del Zócalo, justo a un costado del Palacio Nacional.

## Historia

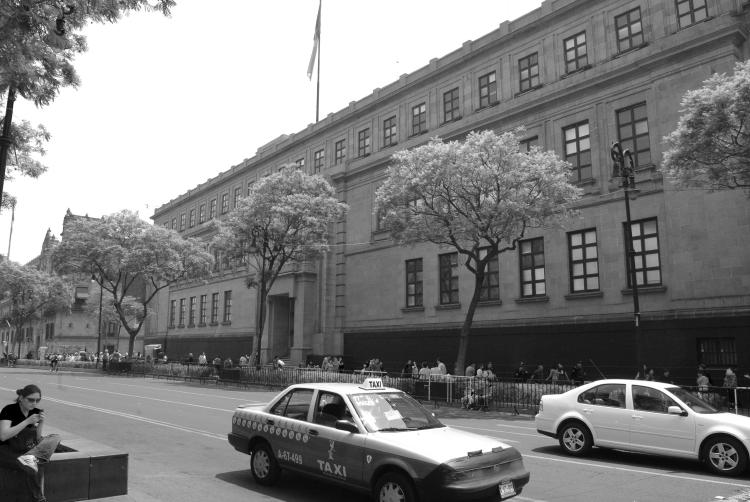
Fachada del edificio de la Suprema Corte de Justicia.

### Guerra de Independencia
El primer tribunal en México que integrara las categorías de supremacía judicial y primacía constitucional se remonta a las instituciones propuestas por el movimiento insurgente en el contexto de la Guerra de Independencia; cuando el Congreso de Anáhuac (convocado en 1813 por el jefe insurgente José María Morelos y Pavón), expidió el Decreto Constitucional para la Libertad de la América Mexicana el 22 de octubre de 1814; que en su artículo 44 estableció que la soberanía del pueblo correspondía al Supremo Congreso Mexicano, y que además se crearían dos corporaciones, una con el título de Supremo Gobierno, y otra, con el del "Supremo Tribunal de Justicia". Este se integraría por cinco individuos; que la corporación de individuos que la compusieren sería renovada cada tres años en la forma siguiente: “en el primero y en el segundo saldrán dos individuos; y en tercero uno: todos por medio de sorteo que hará el Supremo Congreso” (Art. 183); que tendría dos fiscales letrados, uno para lo civil y el otro para lo criminal (Art. 184); que tendría dicho tribunal el tratamiento de Alteza; para aquellos que la compusieran como titulares del mismo, el de Excelencia, durante el tiempo de la comisión, y que los fiscales; y secretarios durante su ejercicio deberían de ser llamados como su Señoría. Al Tribunal se le dotaba además con la facultad de proceder directamente contra los funcionarios del Congreso y Gobierno, de conformidad con las causas y faltas que contemplaba el decreto. Aquel tribunal funcionó en 1815 en distintas ciudades de la Nueva España, siendo instalado en la hoy población de Ario de Rosales, Michoacán. Sin embargo su alcance fue limitado, y al igual que la mayor parte de estatutos e instituciones insurgentes, no sobreviviría a la caída de Morelos.

### Primeros años de vida independiente

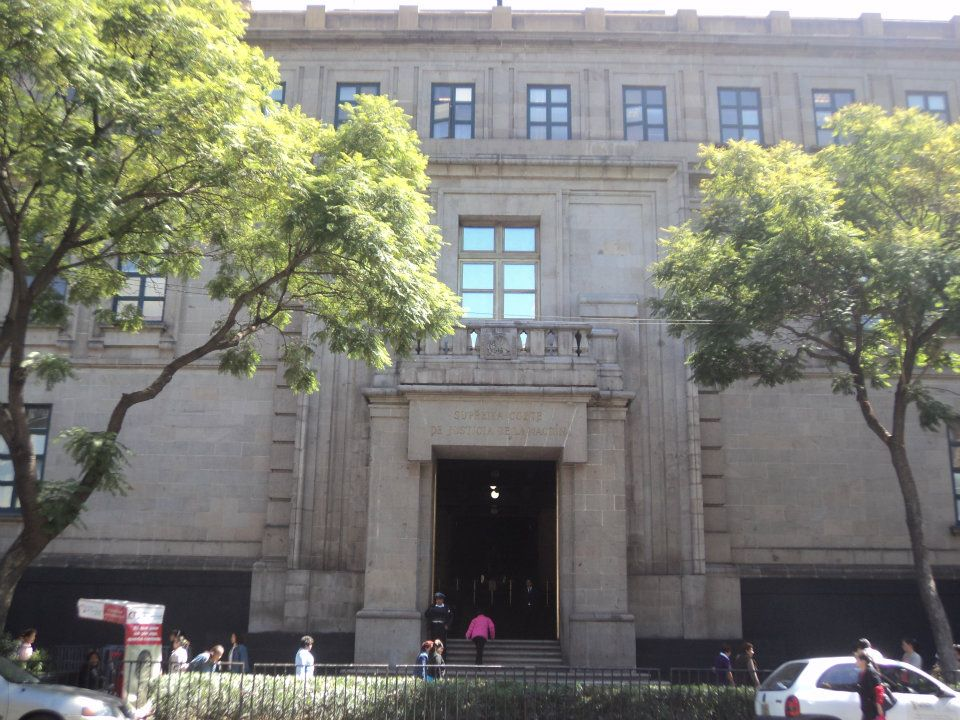
Entrada al edificio.

Los documentos antecesores a la consumación de la independencia (Plan de Iguala y Tratado de Córdoba), así como el Acta de Independencia del Imperio Mexicano, no contemplaron la organización del Poder Judicial y por ende la conformación de un tribunal que tuviera las categorías de supremo y constitucional; no obstante el ejercicio de la impartición de justicia siguió en manos de los juzgados de la desaparecida Nueva España bajo los lineamientos de la Constitución de Cádiz.
El Reglamento Provisional Político del Imperio Mexicano, del 23 de febrero de 1823, marca el inicio de la vida jurídico-política de México independiente; ya que este fue el primer estatuto legal que constituyó un órgano supremo y constitucional que encabezara el Poder Judicial. El reglamento estableció en nueve el número de ministros integrantes y le otorgaba la facultad de juzgar a los integrantes del gobierno en relación con los de delitos que contemplara la ley. Su denominación era Supremo Tribunal de Justicia. No obstante, nunca pudo concretarse su conformación, dada la inestabilidad y consecuente caída del Imperio.
A la caída del Primer Imperio Mexicano, el Acta Constitutiva de la Federación Mexicana delimitó de manera definitiva la división de poderes, poniendo a la cabeza del Judicial a una Corte Suprema de Justicia. El 4 de octubre de 1824 fue promulgada la Constitución Federal de los Estados Unidos Mexicanos, documento en el que ya se dispone de manera específica la conformación, facultades y elección del nuevo órgano. La primera sesión fue inaugurada el 15 de marzo de 1825 en Palacio Nacional. Los primeros Ministros fueron Miguel Domínguez (primer Ministro Presidente), José Ysidro Yañéz, Manuel de la Peña y Peña, Juan José Flores Alatorre, Pedro Vélez, Juan Gómez Navarrete, Juan Ignacio Godoy, Francisco Antonio Tarrazo, José Joaquín Avilés y Quiroz, Antonio Méndez y Juan Raz y Guzmán. Y como ministro fiscal se nombró a Juan Bautista Morales.
De la época entre 1830 y 1838 se desconoce la lista completa de miembros por no haber sobrevivido las actas del Tribunal Pleno sino a partir del año de 1839. Sin embargo por fuentes alternas se sabe que entre los miembros de la Suprema Corte durante este periodo se encontraban Juan Bautista Morales, Juan José Flores Alatorre, Andrés Quintana Roo, y José Domingo Rus y Ortega de Azarraullía.

### La Corte en el centralismo

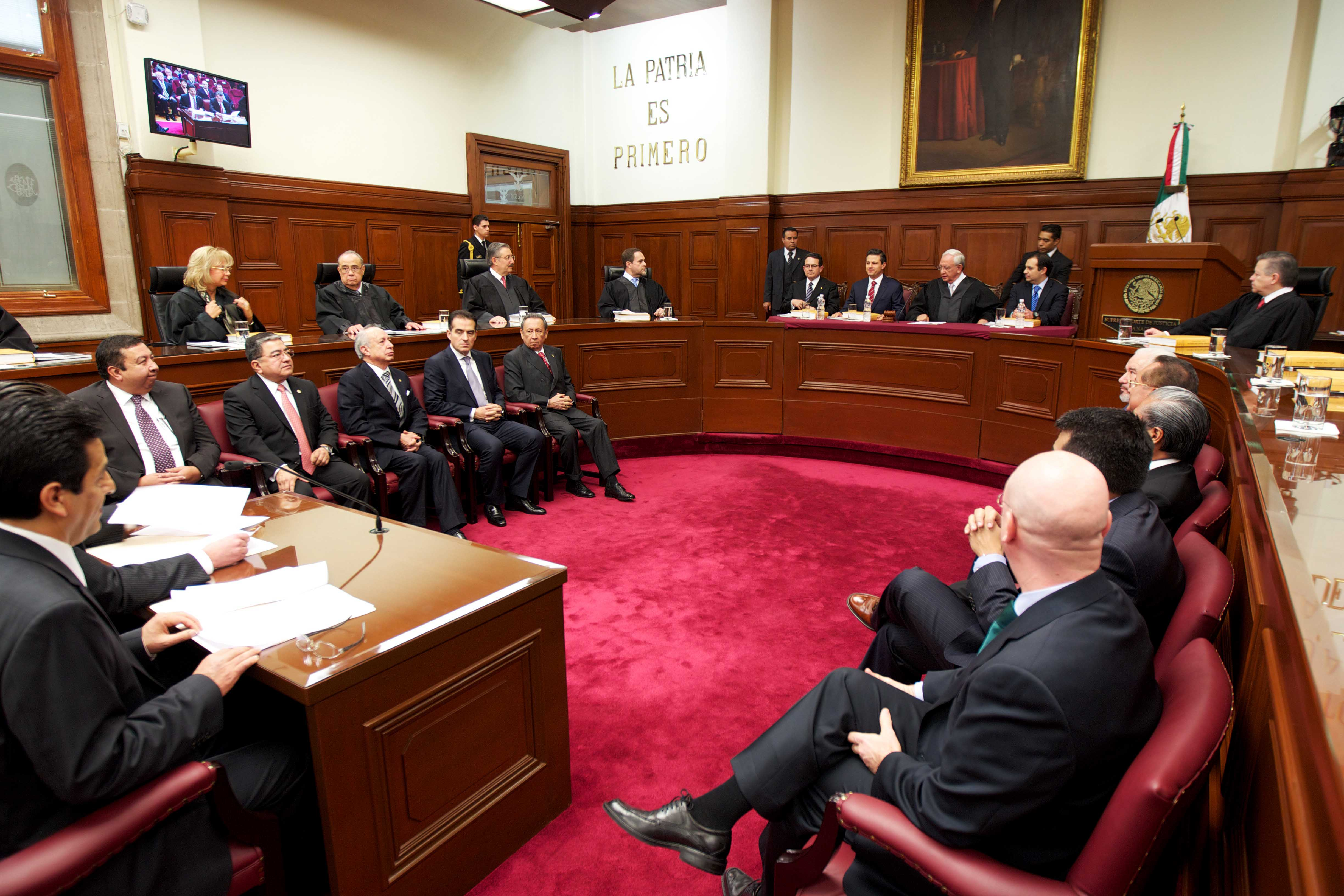
El Pleno de la Suprema Corte de Justicia de la Nación en sesión solemne.

Entre 1836 y 1855 México vivió bajo el centralismo, por lo que los estados desaparecieron y en su lugar fueron creados departamentos, y se promulgó una nueva Constitución, conocida como las Siete Leyes. Las Siete Leyes fueron propuestas el 2 de octubre de 1835 y ratificadas por el Congreso el 1 de enero de 1836. En este ordenamiento son suprimidos los tribunales de Circuito, así como los juzgados de Distrito. La organización de la Suprema Corte no cambió durante las Leyes Centralistas de 1836 y siempre fueron once ministros y un fiscal. Eran electos por las legislaturas de los Estados en 1824 y calificada la elección por la Cámara de Diputados. Los ministros eran inamovibles y letrados. El presidente era electo por los demás ministros anualmente, pudiendo permanecer por tiempo indefinido a discreción del Pleno. También había un vicepresidente de la Corte, que en períodos posteriores desapareció.
La vicepresidencia recaía en el presidente de la Segunda sala, o en el más antiguo, que suplía al presidente de la Corte en sus ausencias.
Los ministros del Alto Tribunal durante el Centralismo eran electos en la misma forma que el presidente de la República, pero fueron ratificados todos los magistrados que principiaron en 1825. Según las Leyes de 1836 el presidente de la Suprema Corte era electo por los demás ministros cada dos años; era común denominarlos magistrados en vez de ministros.
La Corte tenía tres salas. El presidente de la primera sala —de cinco magistrados— lo era de la Corte y las otras dos salas tenían tres cada una. Entre las variantes de sus facultades estuvo la de constituirse como Corte Marcial para juzgar a altos mandos militares.
El segundo ordenamiento constitucional centralista fue promulgado el 12 de junio de 1843, denominado como Bases Orgánicas, estas establecían que el poder judicial se depositaba en la Suprema corte de justicia, los tribunales superiores de los departamentos y los juzgados inferiores de los departamentos. El 22 de agosto de 1846 se restableció el régimen Federal. Por los decretos del 2 de septiembre y 14 de octubre de 1846, la suprema corte ejerció las funciones que le había conferido la Constitución de 1824, vigentes estas medidas desde el 5 de abril de 1847. En plena guerra con Estados Unidos, fue expedida el Acta Constitutiva y de Reformas del 18 de mayo de 1847 y se incorporó en el artículo 25 la iniciativa de Mariano Otero propuesta en su voto particular que establecía el juicio de amparo en el sistema jurídico mexicano.

### La Corte y la inestabilidad del país

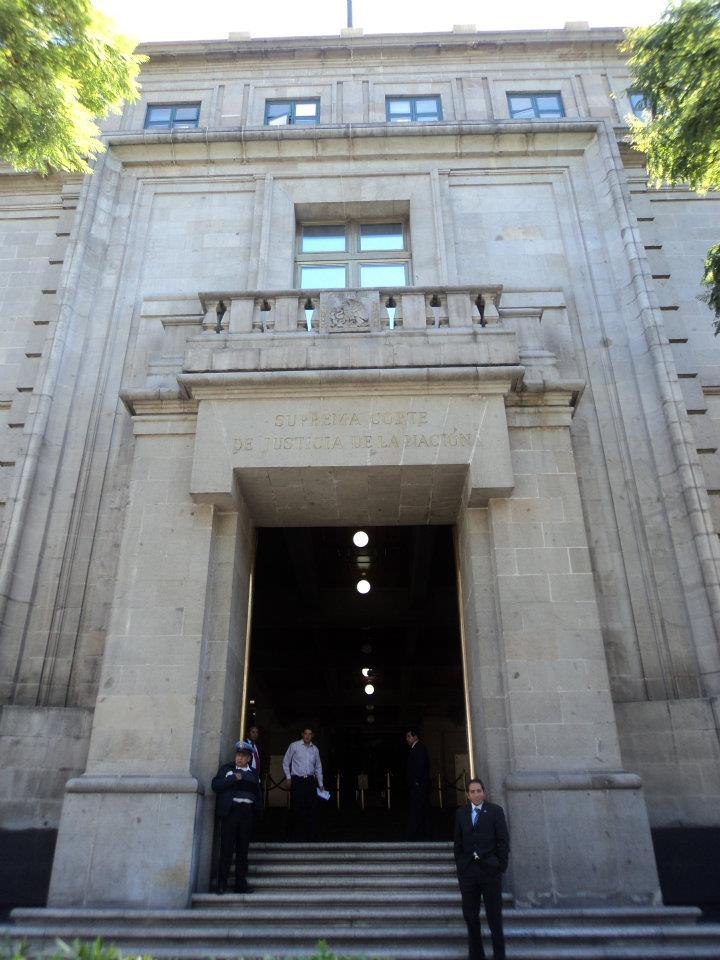
Detalle de la entrada.

Ante el triunfo del liberalismo en 1855, el presidente Ignacio Comonfort publicó una convocatoria al Congreso Constituyente, reunido de enero a diciembre de 1856, del que resultó la Constitución de 1857. Por primera y única vez en su historia, se establece que los miembros de la Corte fueran electos popularmente, ya que las Constituciones anteriores preveían la designación por las legislaturas locales. El sistema de elección popular es el mismo para todos los demás funcionarios públicos, indirecto en primer grado, a través de un colegio electoral. La Suprema Corte de Justicia sería un tribunal de apelación, de última instancia, y en los artículos 101 y 102 se estableció el juicio de amparo como medio de control constitucional a favor de los gobernados. En 1858 estalló la Guerra de Reforma, durante la cual hubo simultáneamente dos gobiernos, encabezados por dos presidentes, y también una suprema corte liberal y otra conservadora.
Al terminar la Guerra de Reforma, México vivía una situación económica difícil, que le impedía saldar las deudas que tenía con Inglaterra, España y Francia. En ese contexto, tropas francesas intervencionistas llegaron a la capital en 1862. Benito Juárez y su gobierno la abandonarían, tomando medidas que permitieran a las instituciones del país continuar funcionando. No obstante, y aunque un grupo de ministros acompañó al presidente de la república en su recorrido, la situación de guerra e inestabilidad evitó que entre 1863 y 1865 la Corte pudiera ejercer sus responsabilidades; esto llevó a la diputación permanente a cesar los trabajos y responsabilidades de la misma, hasta el restablecimiento del orden constitucional por medio de un decreto el 8 de noviembre de 1865; por lo que por primera vez en la historia desapareció de facto el máximo tribunal del país. Sin embargo en la Ciudad de México el Gobierno Imperial de Maximiliano I, a través del Estatuto Provisional del Imperio Mexicano, estableció el funcionamiento del poder judicial en las áreas territoriales que controlaba y dio las bases para la instalación de un Supremo Tribunal del Imperio con las mismas características y facultades de la Corte Suprema republicana. El 1 de agosto de 1867 fue restablecida la corte y sesionó nuevamente en su sede de Palacio Nacional.

### La Corte durante el Porfiriato
De 1877 a 1882, presidió la Corte Suprema de justicia Ignacio Luis Vallarta; durante su gestión fue promulgada por el ejecutivo federal la ley del 3 de octubre de 1882, que suprimió la facultad que concedía la constitución de 1857 para que el presidente de la corte suprema de justicia sustituyera al de la república. Durante el Porfiriato, la suprema corte de justicia de la nación se reestructuró para cumplir su cometido; Porfirio Díaz hizo frente a la organización del poder judicial con base en los objetivos primordiales de su gobierno: la pacificación y el progreso del país. La impartición de justicia fue un tema central para la sociedad de la época, ya que representó un importante medio para mantener la paz y el orden público. Para ello, y al igual que como ocurrió con el Poder Legislativo, Díaz se hizo del control del máximo tribunal nombrando y removiendo a los Ministros para lograr su respaldo en el manejo del sistema judicial y la aplicación de la constitución. La reforma de 1900 disponía que el fiscal y el procurador general de la nación ya no pertenecerían a la suprema corte y formarían parte del ejecutivo.

### Revolución y Constitución de 1917
En el marco de los acontecimientos de la Revolución mexicana, la Suprema Corte fue desconocida (al igual que todos los poderes) por el Plan de San Luis, dirigiendo este sus críticas al órgano judicial principalmente por su ineficacia en los preceptos de equidad en la impartición de justicia y la división de poderes, pero sobre todo, en ser el sostén del orden constitucional original de 1857. La caída de Francisco I. Madero y el establecimiento de la dictadura de Victoriano Huerta en 1913, trajo consigo un nuevo dominio del ejecutivo sobre el judicial; razón que motivo el desconocimiento nuevamente del máximo tribunal por las facciones revolucionarias en el Plan de Guadalupe impulsado por Venustiano Carranza.
El 31 de julio de 1914, Carranza emitió el decreto número 32 en el que determinó que los tribunales del fuero de guerra conocerían de los delitos federales e impartirían justicia. El movimiento revolucionario era incontenible. Ante esta situación la suprema corte se vio obligada a cerrar sus puertas el 25 de agosto de 1914. El congreso constituyente de 1916 cimentó los principios de la administración de justicia, así como la consolidación y transformación del poder judicial de la federación. En las sesiones de los días 21, 22 y 30 de enero de 1917 se aprobaron los artículos 94 y 107, relativos al Poder Judicial, se estipuló que el ejercicio del Poder Judicial de la Federación correspondería a la Suprema Corte de Justicia y a tribunales de Circuito y de Distrito, cuyas atribuciones serían fijadas por la ley. Un colegio electoral del Congreso de la Unión designaría a los ministros de la Suprema Corte a propuesta de las legislaturas de los estados y permanecerían en su cargo dos años. En ese contexto, el 5 de febrero de 1917 se publicó la Constitución Política de los Estados Unidos Mexicanos. Al generarse un ambiente de estabilidad política y social, el 1 de junio del mismo año, la suprema corte de justicia de la nación reabrió sus puertas y retomó sus labores. Las bases de las atribuciones otorgadas al alto tribunal en la carta magna, se desarrollaron cinco meses después, al promulgarse el 2 de noviembre la ley orgánica del poder judicial de la federación. Ambos preceptos legales constituyeron un parteaguas en la historia de la Corte, pues ante la inclusión en la carta magna de los llamados derechos sociales, (y dadas las naturalezas de supremacía judicial y primacía constitucional de la Corte), esta se convirtió en la principal defensora de los derechos de los ciudadanos.

### La Corte, el presidencialismo y la obtención de su autonomía
Desde la aprobación de la Constitución Política de los Estados Unidos Mexicanos en 1917 hasta antes del 20 de agosto de 1928 la Suprema Corte se componía por once ministros, funcionando en Pleno y en dos Salas. A partir de las reformas al artículo 94 de a Constitución Federal la corte se vio integrada por 16 ministros, funcionando en Pleno y en tres Salas. En 1934 hubo otra reforma a la integración de la Corte y se aumentó el número de ministros de 16 a 21 así como una Sala más. 
Dos acontecimientos en la etapa posrevolucionaria marcaron de forma determinante el principio de autonomía de la corte, a tal grado de quedar prácticamente suspendida dicha cualidad. El primero fue la reforma constitucional del 20 de agosto de 1928; mediante la cual se terminó con los procesos de elección para los ministros, pues ahora su designación era por nombramiento directo del Presidente de la República, aunque tenía que ser ratificado por el Senado. El segundo fue el establecimiento de un sistema de partido único encabezado por el Partido Nacional Revolucionario; en consecuencia, ante el monopolio ejercido por dicho instituto en la Cámara de Senadores, la ratificación de los nombramientos de ministros hechos por el jefe del ejecutivo eran meramente simbólicos. Ante ello, igual que en los tiempos del porfiriato, las determinaciones de la corte quedaron supeditadas a las del primer mandatario, prácticamente el resto del siglo XX.
Durante la década de los treinta (1937-1938) la labor de la cuarta sala de la suprema corte tuvo repercusiones importantes en el proceso de la expropiación petrolera, en virtud de que el alto tribunal les negó el amparo a las compañías extranjeras que rechazaban el acatamiento del laudo que había determinado aumentar salarios y mejorar las condiciones laborales de sus trabajadores.
Debido a la inmensa carga de trabajo que tenía la Suprema Corte (pues hay que recordar que previo a los Tribunales Colegiados de Circuito ésta era quien resolvía la totalidad de Amparos Indirectos en Revisión así como los Amparos Directos) en 1951 fue reformado el artículo 94 constitucional, dando origen a los Tribunales Colegiados de Circuito. Gracias a esta adición, el conocimiento de los juicios de amparo se dividió entre dichos Tribunales Colegiados y la propia Suprema Corte. No obstante ello, la Corte aún tenía un gran rezago en sus funciones, situación que motivó que el número de Ministros aumentara de 21 a 26. Estos nuevos ministros serían supernumerarios y no integrarían el pleno sino hasta 1967 en virtud de una reforma.
El 31 de diciembre de 1957 se implementaron reformas a la Ley Orgánica del Poder Judicial de la Federación, facultándose al Pleno para que conociera del amparo contra la inconstitucionalidad de leyes, atribución que solo tenían las Salas.
Es importante señalar que en 1959 el senador de la República Rodolfo Brena Torres presentó ante el Congreso de la Unión una iniciativa en la cual de reducía el número de ministros de 26 a 11 y en la cual se pretendía investir a la Corte con la sola competencia para conocer sobre amparos contra inconstitucionalidad de leyes, mientras que los amparos relativos a la legalidad de los actos reclamados serían enviados a los Tribunales Colegiados. No obstante dicha iniciativa progresiva, la misma no fue aprobada por el Congreso.
No fue hasta 1988 cuando por virtud de una reforma integral a la Ley Orgánica del Poder Judicial de la Federación, a la Ley de Amparo y a la Constitución Federal que se les otorgó a los Tribunales Colegiados de Circuito la competencia exclusiva para conocer de amparo en materia de control de legalidad de los actos reclamados y reservándosele a la Suprema Corte la interpretación definitiva de la Constitución. Gracias a estas reformas se logró descentralizar a la justicia federal y se logró disminuir el rezago en las labores del Máximo Tribunal. Del mismo modo, con una adición al artículo 94 de la Constitución Federal se le otorgó la facultad al Pleno de la Corte para emitir acuerdos generales para lograr una mayor prontitud en la impartición de justicia. Por último, estas reformas modificaron la fracción V del artículo 107 de la Constitución Federal, otorgándole a la Corte la "facultad de atracción" de asuntos que originalmente serían competencia de los Tribunales Colegiados de Circuito pero que por su trascendencia e importancia tendrían que ser resueltos por la Suprema Corte.
Finalmente fue el 31 de diciembre de 1994 cuando, a través de reformas integrales a la Constitución, se redujo el número de ministros que integran a la Suprema Corte de 26 a 11 y se le invistió de facultades propias de un Tribunal Constitucional al estilo de la escuela europea. El tiempo de encargo de los ministros también se vio modificado, pues de ser vitalicio el encargo se determinó que los ministros no podrían durar más de 15 años con tal nombramiento. Cabe destacar que en estas reformas se creó el Consejo de la Judicatura Federal, mismo que es presidido por el propio ministro presidente de la Suprema Corte; siendo este el órgano encargado de los asuntos administrativos del Poder Judicial de la Federación, con excepción de la propia Suprema Corte de Justicia de la Nación y del Tribunal Electoral del Poder Judicial de la Federación, pues estas instituciones resultan autónomas en su administración. La pérdida de la mayoría cualificada por el PRI en la Cámara de Senadores en el año 2000, así como la norma constitucional que imposibilitó a una sola fuerza política tener dicha mayoría, permitió terminar la injerencia directa del ejecutivo en el nombramiento de los ministros.

### Periodo reciente
A raíz de reformas hechas al artículo 94 constitucional, se dotó al Pleno con la facultad de emitir acuerdos generales mediante los cuales decidiera de qué asuntos conocería y cuales remitiría a los Tribunales Colegiados de Circuito, en virtud de que sobre tales asuntos ya existiera jurisprudencia al respecto o no prometieran fallos trascendentales.
Asimismo, se reformó el artículo 107 de la Constitución, estableciéndose que el recurso de revisión respecto de amparos directos solo procedería cuando los Tribunales Colegiados de Circuitos decidieran sobre la inconstitucionalidad de una ley o establecieran una interpretación directa de la Constitución.
Debe tenerse en consideración que, derivado de la reforma constitucional del 6 de junio de 2011 en materia del juicio de amparo, se dotó a la Corte de la facultad de ejercer la Declaración General de Inconstitucionalidad. Este es un medio de control de la constitucionalidad independiente del juicio de amparo, que tiene como finalidad analizar en abstracto -como en la acción de inconstitucionalidad- la regularidad constitucional de una norma que hubiere sido declarada inconstitucional en cinco precedentes vía amparo indirecto en revisión.

### Reforma judicial de 2024
El 5 de febrero de 2024 el entonces presidente Andrés Manuel López Obrador presentó su último paquete de reformas constitucionales, una de las mayor relevancia era la del Poder Judicial (PJF), y por ello una de las que generó mayor controversia y expectación en la sociedad. La propuesta presentada por el grupo parlamentario de la entonces coalición oficialista Juntos Hacemos Historia, partía de la tesis que señalaba como responsable de los altos índices de impunidad, corrupción y opacidad del Poder Judicial, a la falta de independencia de todos los órganos integrantes, en virtud que todos ellos formaban una estructura vertical de designaciones y nombramientos surgidos de los acuerdos políticos, cuya relación limitaba o condicionaba su actuar.
El planteamiento de solución era implementar un formato de elección popular para todos los cargos titulares del PJF, específicamente Ministros, Magistrados y Jueces federales. Históricamente la elección popular de miembros del PJF ya estuvo contenido en la Constitución de 1857, aunque de manera indirecta por medio de un colegio electoral, el método estuvo vigente hasta la década de 1880. Este fue el eje fundamental de la iniciativa, ya que la pretensión era una reestructura orgánica de este Poder de la Unión, y no una reformulación del sistema judicial mexicano. 
Los otros dos ejes fueron la separación en dos nuevos órganos de las funciones administrativa y disciplinaria del Consejo de la Judicatura Federal, esto para facilitar su desempeño, pero esencialmente para ampliar las facultades de entes autónomos, capaces de regular, vigilar, evaluar y en su caso sancionar el desempeño del PJF, esto como una manera de abatir los índices de impunidad, pues las instituciones serían capaces de mandatar los tiempos y formas para la resolución inmediata y efectiva de cualquier caso judicial; lo anterior llevaría al cumplimiento del último eje, pues socializar el acceso en general al aparato de justicia, con dos entes rectores y la elección de sus titulares, incentivaría el cumplimiento de los preceptos de «justicia pronta y expedita» y «estado de derecho». 
El resto de la propuesta incluía delimitar la función revisora o de impugnación de la Suprema Corte en normas generales, cuando de por medio se encuentra el interés popular; este tema era parte de la controversia en la relación de los tres poderes durante el sexenio 2018-24, por lo que se buscaba que la Corte no pueda limitar la acción deliberativa del Congreso de la Unión, únicamente por fallas coyunturales del proceso legislativo, ya que esto mermaba su facultad exclusiva de legislar sobre asuntos del estado mexicano; de esta manera las acciones de inconstitucionalidad y las controversias constitucionales, ya no significarán el inmediato cese de la aplicación de normas en las que estén involucradas políticas sociales. Finalmente la iniciativa también incluiría la institucionalización de la «austeridad republicana» en el Poder Judicial; y la creación de un régimen transitorio entre los titulares e instituciones vigentes y sus sustitutos. La reforma entró en vigor el 15 de septiembre de 2024; la negativa de algunos jueces, que emitieron amparos contra la reforma, fueron desechados por ser contrarios al artículo 61 de la Ley de Amparo, que establece que el recurso es improcedente frente a reformas constitucionales, más aún cuando han entrado en vigor.

## Composición actual
La Suprema Corte está integrada por once ministros, uno de los cuales es designado presidente de la Suprema Corte de Justicia de la Nación —o simplemente ministro presidente— al interior de la Corte. A su vez, el ministro presidente encabeza el Consejo de la Judicatura Federal. La actual ministra presidenta de la Suprema Corte es Norma Lucía Piña Hernández, siendo la primera mujer en desempeñar el cargo de presidenta de la Suprema Corte de Justicia de la Nación.
La composición actual de la Suprema Corte de Justicia de la Nación por orden de antigüedad es la siguiente:
| Cargo               | Cargo                                 | Nominado por                | Fecha de elección       |
| ------------------- | ------------------------------------- | --------------------------- | ----------------------- |
| Ministra presidenta | Norma Lucía Piña Hernández            | Enrique Peña Nieto          | 10 de diciembre de 2015 |
| Ministro            | Jorge Mario Pardo Rebolledo           | Felipe Calderón             | 10 de febrero de 2011   |
| Ministro            | Alfredo Gutiérrez Ortiz Mena          | Felipe Calderón             | 3 de diciembre de 2012  |
| Ministro            | Alberto Gelacio Pérez Dayán           | Felipe Calderón             | 3 de diciembre de 2012  |
| Ministro            | Javier Laynez Potisek                 | Enrique Peña Nieto          | 10 de diciembre de 2015 |
| Ministro            | Juan Luis González Alcántara Carrancá | Andrés Manuel López Obrador | 20 de diciembre de 2018 |
| Ministra            | Yasmín Esquivel Mossa                 | Andrés Manuel López Obrador | 12 de marzo de 2019     |
| Ministra            | Ana Margarita Ríos Farjat             | Andrés Manuel López Obrador | 5 de diciembre de 2019  |
| Ministra            | Loretta Ortiz Ahlf                    | Andrés Manuel López Obrador | 22 de noviembre de 2021 |
| Ministra            | Lenia Batres Guadarrama               | Andrés Manuel López Obrador | 14 de diciembre de 2023 |

- Notas: Tal como se mencionó en la nota de la introducción, la Suprema Corte seguirá operando con normalidad hasta el 1 de septiembre de 2025, cuando tomarán posesión los nuevos titulares, surgidos de la elección judicial del 1 de junio del mismo año. En virtud de lo anterior acontecen los siguientes hechos: 
  - No se presentó proceso de designación para reemplazar al Ministro Luis María Aguilar, a quien correspondía su retiro, tras 15 años en el cargo, el 30 de noviembre de 2024.
  - Los ministros Norma Lucía Piña Hernández, Jorge Mario Pardo Rebolledo, Alfredo Gutiérrez Ortiz Mena, Alberto Pérez Dayán, Javier Laynez Potisek, Juan Luis González Alcántara Carrancá y Ana Margarita Ríos Farjat han optado por no presentarse como candidatos a la elección popular, por lo que, tal como lo establece el Artículo Segundo Transitorio del Decreto de Reforma Constitucional, cesarán en sus cargos el día 31 de agosto de 2025, esto incluye la no conclusión del periodo como presidenta de Piña Hernández.
  - Finalmente, las ministras Yasmín Esquivel Mossa, Loretta Ortiz Ahlf y Lenia Batres si se presentaron a la candidatura; al resultar electas, únicamente cubrirán el periodo original para el que fueron designadas.[39][30]

## Facultades
Las facultades generales de la Suprema Corte se describen en los artículos 94 (párrafos IX y X) y 105 de la Constitución; así como en el 16 de la Ley Orgánica del Poder Judicial de la Federación. Estas se resumen básicamente en los siguientes puntos:
- Atender y resolver las controversias constitucionales que surjan entre dos o más de los componentes de la estructura del estado mexicano, es decir los tres Poderes de la Unión; los poderes ejecutivo, legislativo y judicial de cualquiera de las treinta y dos entidades federativas; los municipios y las demarcaciones de la Ciudad de México; y los órganos autónomos constitucionales.
- Atender y resolver las acciones de inconstitucionalidad, cuando se pretenda establecer si existe o no, una contradicción entre cualquier ordenamiento legal y la constitución. De la misma forma, dicha competencia abarca a todos los componentes del estado mexicano. No obstante, son improcedentes las controversias constitucionales o acciones de inconstitucionalidad que tengan por objeto impugnar las adiciones o reformas a la Constitución.
- Atender los recursos de apelación contra sentencias de los Juzgados de Distrito, cuando en ellas están involucrados el Ejecutivo federal o la Fiscalía General de la República; siempre y cuando la relevancia o prontitud de esta haya sido fundamentada por un Tribunal Colegiado de Apelación.
- Revisar, y en su caso emitir resolución, cuando las sentencias dictadas por cualquiera de los órganos judiciales, excepto el Tribunal Electoral, sean violatorias de la constitución o de los derechos humanos.
- Resolver los recursos de revisión a amparos otorgados por cualquier órgano judicial, cuando éste suponga una contradicción o violación a la constitución, y en su caso declarar improcedencia del mismo.
- Actuar como última instancia judicial, dictando resoluciones jurisprudenciales.
- Revisar la constitucionalidad de los decretos emitidos por el presidente de la República, cuando haga uso de los poderes extraordinarios que le confiere el artículo 29 de la constitución.
- Revisar la constitucionalidad de las consultas populares.
- Calificar la elección de los titulares del Tribunal Electoral, y resolver las controversias del proceso.

## Requisitos para acceder al cargo

### Antecedentes
De acuerdo con los regímenes constitucionales que antecedieron a la actual carta magna, los requisitos para ser Ministro han variado. La primera ley suprema (1824) únicamente pedía haber nacido en el  país, y tener 35 años; no obstante también incluía requisitos para aquellos no nacidos en el país que aspiraran al cargo; siendo estos, tener una residencia previa de cinco años, haber nacido en alguno de los territorios del Imperio español (siempre y cuando ya fuera territorio independiente al momento de publicarse la carta magna); Además debían ser, a juicio de las Legislaturas estatales, personajes doctos en las ciencias vinculadas al Derecho.
Las siete leyes centralistas de 1836; aumentó la edad mínima requerida a cuarenta; tener una experiencia previa de 10 años en el ámbito de las leyes; no haber sido condenado por algún crimen; retiró la necesidad de la nacionalidad por nacimiento, pero manteniendo los requisitos de residencia y lugar de nacimiento que establecía la anterior carta magna. Las bases orgánicas de 1843 especificaron la carrera en leyes y el ejercicio de la profesión de abogado, como los campos en los que había que tener experiencia de 10 años en los órganos de justicia, o 15 en el área académica y/o laboral en ello; y establecieron de manera definitiva la nacionalidad por nacimiento como requisito.
La Constitución de 1857, disminuyó la edad a treinta y cinco, retiró los requisitos de especificidad para la experiencia, limitándose a ser de 10 años en el campo de las leyes.
El texto original de la actual carta magna guardó la mayor parte de los principios y requisitos de la de 1857, sin embargo retiró el requirimiento de la experiencia previa, y delimitó el tiempo mínimo previo de residencia en el país, antes de optar por el cargo. Una reforma constitucional en 1934 fijó la edad máxima para ingresar al puesto en 65 años; estableció una antigüedad de 5 años mínimo al título profesional en leyes que debía poseer; y se consideró apto para el cargo, en caso de ser juzgado, no haber tenido una pena mayor a un año de cárcel. La reforma de 1994 aumentó a 10 años la antigüedad del título profesional; delineó los delitos concretos por los cuales cualquier pena era impedimento a la candidatura; estableció por primera vez los cargos públicos que imposibilitaban aspirar al ministerio (salvo el previo retiró de estos); incluyó una serie de señalamientos vinculados a la trayectoria profesional y ética, así como de imagen pública, como virtudes legales para aspirar a ser ministro; retiró el máximo de edad permitida y disminuyó el periodo de residencia previa. En todos los casos de los ordenamientos legales había un común denominador, no podían ocupar ningún cargo público antes de la elección, ni durante su encargo.

### Actualidad
Según el Artículo 95 de la Carta Magna, para ser ministro se requiere:

- I. Ser ciudadano mexicano por nacimiento, en pleno ejercicio de sus derechos políticos y civiles.
- II. Se deroga
- III. Poseer el día de la publicación de la convocatoria señalada en la fracción I del artículo 96 de esta Constitución título profesional de licenciado en derecho expedido legalmente, un promedio general de calificación de cuando menos ocho puntos o su equivalente y de nueve puntos o su equivalente en las materias relacionadas con el cargo al que se postula en la licenciatura, especialidad, maestría o doctorado, y práctica profesional de cuando menos cinco años en el ejercicio de la actividad jurídica;
- IV. Gozar de buena reputación y no haber sido condenado por delito que amerite pena corporal de más de un año de prisión; pero si se tratare de robo, fraude, falsificación, abuso de confianza y otro que lastime seriamente la buena fama en el concepto público, inhabilitará para el cargo, cualquiera que haya sido la pena.
- V. Haber residido en el país durante los dos años anteriores al día de la publicación de la convocatoria señalada en la fracción I del artículo 96 de esta Constitución; y
- VI. No haber sido Secretario de Estado, Fiscal General de la República, senador, diputado federal, ni titular del poder ejecutivo de alguna entidad federativa, durante el año previo al día de la publicación de la convocatoria señalada en la fracción I del artículo 96 de esta Constitución

## Elección y composición

### Antecedentes
La constante histórica entre los anteriores regímenes constitucionales, era el número fijo de 11 Ministros para integrar el órgano; sin embargo, todos en un determinado momento, incluyeron cargos adjuntos que también eran depositarios de las facultades y la representación como integrantes del máximo tribunal; la única carta magna que varió el número de miembros fue la actual, aunque las sucesivas reformas cambiaron eso. La integración u organización de los trabajos de la corte, también fueron motivo de cambio en los distintos sistemas. La elección de sus miembros recayó en distintos órganos, incluso su titular llegó a ser electo por voto popular indirecto.
De conformidad con lo anterior, la composición y elección se dio de las siguientes maneras:
La Constitución de 1824 determinó elegir once ministros a perpetuidad, a través de ternas votadas por las legislaturas estatales; la corte estaría compuesta, además, por un fiscal (procurador), también electo por los congresos locales; no obstante, correspondía a la Cámara de Diputados la calificación de la elección y la declaratoria o nombramiento definitivo del cargo; los elegidos no eran aquellos con la mayor cantidad de votos absolutos del total de legisladores, sino los que acumularan la afirmativa del mayor número de órganos locales a su favor, por lo cual, de no obtener una mayoría absoluta alguno de los candidatos, resolvía la Cámara de Diputados. La sucesión, que comúnmente solo podía producirse por fallecimiento, procedía de la misma manera. Los trabajos de la Corte se dividían entre las sesiones de pleno y tres salas con competencias distintas.
En las Siete Leyes (1836) se conservó la integración de once ministros y un fiscal, y la duración perpetua de los mismos; la elección por su parte, se daría de la misma forma que el presidente, es decir la propia Suprema Corte, el Senado y la Junta de Ministros nominarían candidatos cada uno, y la cámara baja (diputados) elegiría de entre todos candidatos a los ministros. Con ello además, se implementó un sistema de elección de magistrados suplentes, para las ausencias temporales o definitivas. Aunque la Corte no perdió autonomía, el resto de los componentes del poder judicial, por primera vez quedaron supeditados a un órgano externo: el Supremo Poder Conservador, que tenía facultad para intervenir en las decisiones, incluso por encima de la Corte. Esta norma no establecía la división del trabajo de la Corte, por lo que se asumía que su única fuente de actividad era el pleno.
En las Bases Orgánicas (1843) no ahondaron en las características del órgano, por ser una norma transitoria, por lo que esencialmente conservó todos los puntos generales (elección y composición) del anterior ordenamiento.
La Constitución de 1857 modificó sustancialmente la estructura de la corte, aunque conservó el número de ministros en once y el cargo de fiscal; añadió el cargo de procurador federal, separando con ellos las facultades investigadoras, de las procesales (que seguían en manos del fiscal); también sumó la categoría de ministros supernumerarios, en términos generales con la misma función que los suplentes en los regímenes centralistas. Las mayores innovaciones de la nueva carta magna fueron: establecer un periodo de seis años para el ejercicio del cargo; y la elección popular indirecta de los ministros, a través de un sistema de colegio electoral, igual que el Presidente de la República; su titular el Presidente de la Suprema Corte también era electo por este sistema, y era el cargo designado para sustituir las faltas absolutas o temporales del Jefe del Ejecutivo.
Finalmente, el texto original de la actual carta magna retiró los cargos de procurador, fiscal y suplentes como integrantes de la Corte, no obstante conservó la cifra de once ministros. Definió por primera vez la opción de hacer públicas o no las sesiones de esta; estableció el quorum para poder iniciar sesiones; y fijó de manera excepcional un sistema escalonado de elecciones para los ministros, que ahora se hacía en sesiones de Congreso general (y con las dos terceras partes de los votos favorables para el ganador): los del proceso de 1917 durarían dos años; los de 1919 cuatro años y los electos de 1923 estarían a perpetuidad. La reforma constitucional de 1928 aumentó a 16 el número de integrantes y restableció el trabajo dividido en sesiones de pleno y de salas, que fijó en tres; también retiró la perpetuidad del cargo y retornó al periodo de 6 años; esta reforma terminó con los procesos de elección para los ministros, pues ahora su designación era por nombramiento directo del Presidente de la República, aunque tenía que ser ratificado por el Senado. La reforma de 1944 aumentó a 21 el número de ministros y en 4 la cifra de salas que acompañarían al pleno. La reforma de 1951 recuperó la figura de Ministros supernumerarios (cinco) y dejó en libertad a la corte de determinar el número de salas para trabajar. Las siguientes cuatro reformas, especificaron o ampliaron las facultades y características de la Corte y su composición. La reforma de 1994 desapareció los Ministros supernumerarios y redujo a once los titulares; y finalmente recuperó el sistema de elección para el cargo, esta vez con una terna propuesta por el presidente, pero votada por el Senado; aunque con la salvedad de que ante el rechazo de dos ternas, se designará el que el presidente determinó en la segunda. La reforma de 2024 redujo la cantidad de ministros a nueve, el periodo de duración a nueve años y estableció el sistema de elección popular por voto directo y universal.

### Actualidad
De acuerdo con el artículo 96 de la constitución, la elección de los Ministros de la Suprema Corte de Justicia de la Nación se realiza de la siguiente manera:
- El Senado de la República lanzará la convocatoria un máximo de 30 días después de la apertura de su primer periodo de sesiones, del año anterior a la elección.
- Cada uno de los tres Poderes de la Unión (Presidente de la República, Congreso de la Unión y la Suprema Corte de Justicia) abrirá un proceso de registro de candidaturas, postulando tres aspirantes por cada uno de los nueve cargos de ministro, es decir 27 cada poder. Los aspirantes a candidatos son designados por cada poder en los términos que la ley establece; la presidenta de la república de manera directa; el Congreso de la Unión con el voto favorable de las dos terceras partes de los legisladores presentes; la Suprema Corte con el voto favorable de seis miembros del pleno.
- De manera simultánea, cada uno integrará comités de evaluación, compuestos por cinco personalidades del ámbito jurídico, para calificar el cumplimiento de los requisitos constitucionales, medir la trayectoria, capacidad, habilidades, actitudes y aptitudes en el ramo de los postulantes; de este proceso de selección surgirán los diez perfiles mejor evaluados; finalmente mediante sorteo público se depurará la lista para poder mantener el requisito constitucional de la paridad de género y definir las nueve candidaturas definitivas. Una persona podrá ser postulada por más de uno de los poderes.
- Los comicios se realizarán el primer domingo de junio del año de la elección conforme a las normas y procesos del Instituto Nacional Electoral, y la validación y calificación del Tribunal Electoral.

### Período y reelección
El periodo para el cargo de Ministro es de doce años, que comienza al tomar posesión del cargo el 1 de septiembre del año de la elección; solo podrán ser reelectos si ocuparon el cargo de manera interina o provisional.
Los ministros pueden dejar definitivamente el cargo por dos motivos:
- Conclusión del periodo
- Renuncia, la cual es solo procedente en causas graves que deberá calificar el Órgano de Administración Judicial y aprobar o negar el Senado.

### Salario
La remuneración económica percibida por los ministros de la Corte está normada por la «Ley Federal de Remuneraciones de los Servidores Públicos», y se determina de acuerdo al «Presupuesto de Egresos de la Federación» de cada año. El artículo 127 de la Constitución establece que ningún funcionario de ninguno de los tres Poderes de la Unión y de ninguno de los tres niveles de gobierno (federal, estatal y municipal) puede ganar más que el presidente de la República. Para el año 2025, el sueldo mensual de un ministro es de MXN $190 973,y diversas percepciones que incluyen las prestaciones de ley de cualquier trabajador del estado, así como gastos de operación para el respaldo del cargo.

## Funcionamiento
La Suprema Corte de Justicia de la Nación funciona en Pleno. Se le llama Pleno a la reunión de los nueve ministros. La Suprema Corte tiene cada año dos períodos de sesiones; el primero comenzará el primer día hábil del mes de enero y terminará el último día hábil de la primera quincena del mes de julio, y el segundo empezará el primer día hábil del mes de agosto y concluirá el último día hábil de la primera quincena del mes de diciembre. Las sesiones del Pleno son privadas cuando así lo disponga el propio Pleno.

### Pleno
El Pleno se compone de los nueve ministros, pero bastará la presencia de cinco de ellos para que pueda funcionar, con excepción de aquellas sesiones en las que se discutan controversias constitucionales o que haya que establecer jurisprudencia en torno a una acción de inconstitucionalidad, en las que se requerirá la presencia de al menos seis ministros. Cualquiera de los ministros está facultado para convocar a sesiones extraordinarias. Las resoluciones del Pleno de la Suprema Corte de Justicia se tomarán por unanimidad o mayoría de votos, salvo en las mencionadas discusiones de controversia constitucional o jurisprudencia por una acción de inconstitucionalidad, que es cuando se requieren seis votos mínimo. En caso de empate se convoca a una nueva sesión; de continuar el mismo se desecha la propuesta y el ministro Presidente nombra un nuevo ponente del proyecto de resolución para que lo presente. El Pleno esta facultado para elegir al Ministro Presidente de entre sus miembros; para delimitar las áreas de competencia e integración de sus órganos internos. Para el desempeño de sus funciones se apoya en los siguientes órganos internos:
- Secretaría General de Acuerdos
- Sección de Amparos, Contradicciones de Tesis y Demás Asuntos
- Sección de Trámite de Controversias Constitucionales y de Acciones de Inconstitucionalidad
- Estadística Judicial

## Sedes

### Principales
Un total de ocho distintos edificios han albergado al menos una sesión de la Suprema Corte de Justicia de la Nación; seis de ellas permanentes y en la capital de la República, y dos provisionales en las ciudades de Querétaro y San Luis Potosí.
La primera edificación que albergó a la entonces llamada Corte Suprema de Justicia el 15 de marzo de 1825, se localizaba en la esquina noroeste del actual Palacio Nacional. Actualmente esas instalaciones pertenecen a la secretaría de Hacienda, propiamente corresponden  al denominado “Salón de Escudos”.
El 24 de mayo de 1853 se instaló en el edificio de la antigua Casa de Moneda; sin embargo no permaneció en ella más de dos años, debido a las malas condiciones del recinto y las dificultades que eso representaba para las actividades de la Corte. Por lo que en el transcurso de 1855 retornó a Palacio Nacional.
En 1868 la Corte y todos los organismos del Poder Judicial se trasladaron al Ex-Convento de la Enseñanza, en el mismo Centro Histórico de la Ciudad de México. Ocupando el edificio central, permaneció ahí hasta 1906. 
Por decreto presidencial de Porfirio Díaz, se asignó una antigua casona colonial en la Avenida Juárez, que había sido restaurada y recubierta con cantera labrada. La Corte se mudó en solitario, permaneciendo el resto de los órganos judiciales federales en la anterior sede.
En 1919 se movió nuevamente de recinto, esta vez sobre la misma calle; sobre avenida Juárez número 42, existía una casa que perteneció a José Yves Limantour, ministro de Hacienda de Porfirio Díaz. Dicha casa era el prototipo de la mansión de aquella época, de estilo afrancesado; con salones monumentales, profusamente decorados, candelabros de cristal, patios cubiertos y escalinatas de mármol. Fue en esta casa-palacio donde tuvo su hogar la Corte desde 1919 hasta 1941. 
Finalmente, y como resultado de las gestiones del Ministro Presidente Daniel V. Valencia, el 23 de febrero de 1936, el presidente de la República Lázaro Cárdenas, colocó la primera piedra del edificio de la Suprema Corte de Justicia, construido sobre los terrenos de la Plaza del Volador. La planta del edificio tiene forma rectangular, con superficie total de 7828.08 metros cuadrados. La obra fue sometida a concurso. El proyecto ganador fue labor del arquitecto Antonio Muñoz García, y su costo de cinco millones quinientos mil pesos (de acuerdo a la paridad vigente de la época). El 2 de junio de 1941, el presidente Manuel Ávila Camacho, inauguró el nuevo recinto. El Ministro Salvador Urbina, fungía como presidente de la Corte.
La estructura del edificio es de acero y concreto armado; el recubrimiento e interior de recinto y cantera. Está conformado por patios interiores, dos principales y dos secundarios, delimitados los primeros corredores abiertos, circundados por enormes arcos de medio punto. La circulación horizontal se hace a través de amplios pasillos, que en cada planta recorren el edificio de norte a sur y de oriente a poniente; la circulación vertical se desarrolla por medio de escaleras ubicadas en los cuatro ángulos del edificio. 
La fachada secundaria presenta en la planta baja una galería de nueve arcos de medio punto y en el último nivel un balcón ceremonial, de menor relevancia que el de la presidencia; en su centro se aprecia, fundido en bronce, el Escudo Nacional con la leyenda: “Tribunales Federales”. 
La fachada principal está dividida en cuatro secciones horizontales definidas en la que se aprecian numerosas vanos. En la parte central se distingue la escalera de acceso al edificio, enmarcada por un pórtico con dintel de platabanda sobresaliente y sobre este, un balcón ceremonial protegido con balaustrada que ostenta el escudo Nacional y la leyenda: “Suprema Corte de Justicia”.
La entrada está franqueada por una enorme puerta de bronce pulido cuyo peso es de tres toneladas y media; en ella se aprecian cuatro fajas simétricas con figuras de alto relieve que aluden a cuatro etapas de la historia de México: La Evangelización durante el siglo XVI; La República Federalista (1824); La reforma; y México Moderno e Institucional.
El estilo artístico de esta sobria y elegante puerta, obra del escultor Ernesto Tamariz, corresponde al art déco. Balcón y pórtico quedan enmarcados por un gran alfiz Mudéjar.

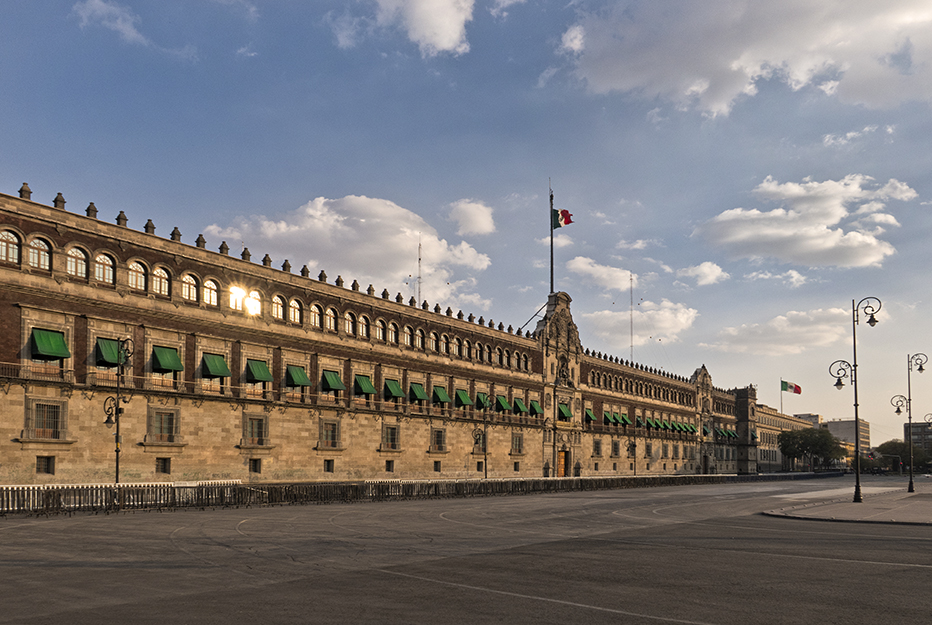
Palacio Nacional.
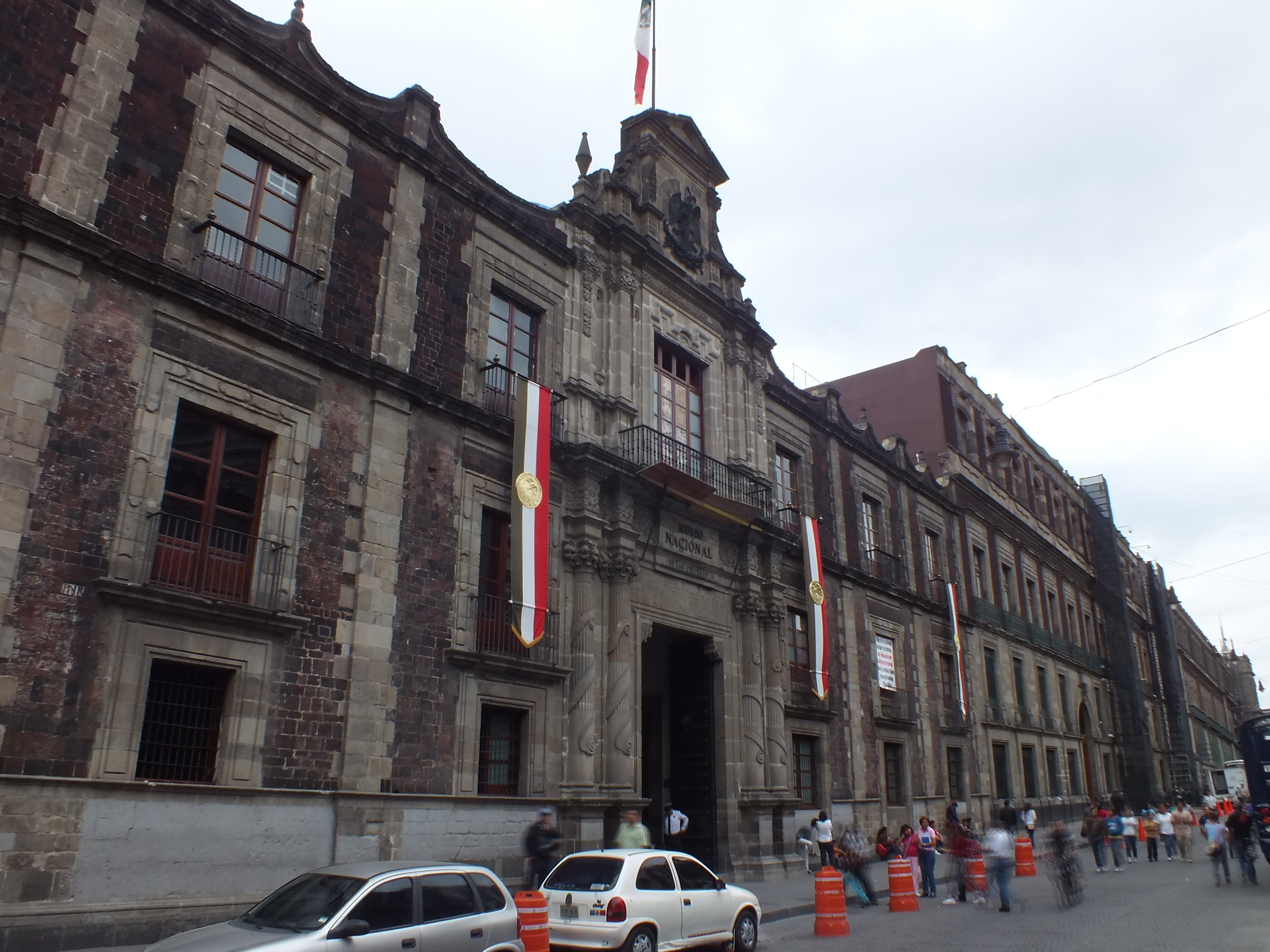
Antigua Casa de Moneda.
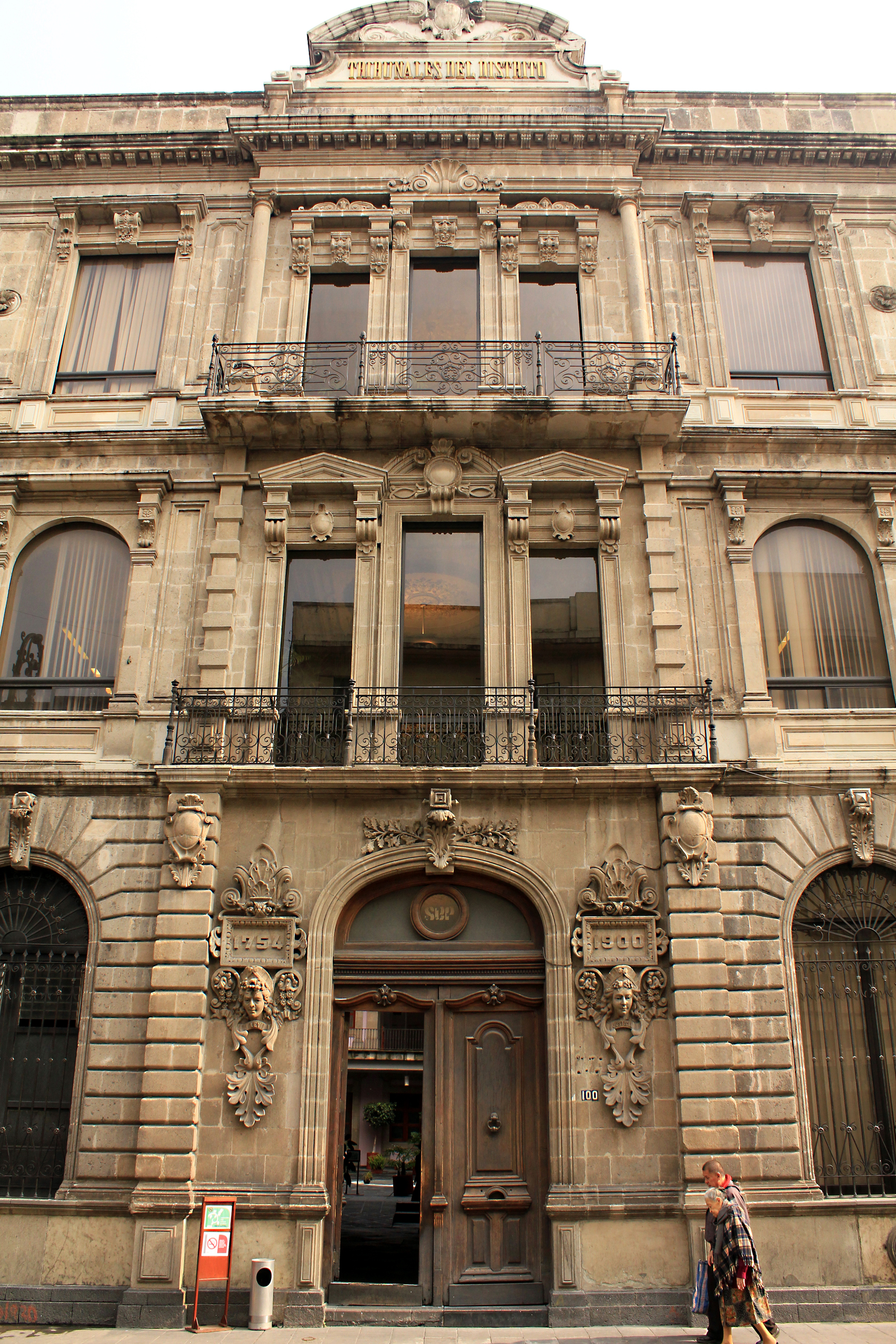
Ex Convento de la Enseñanza.
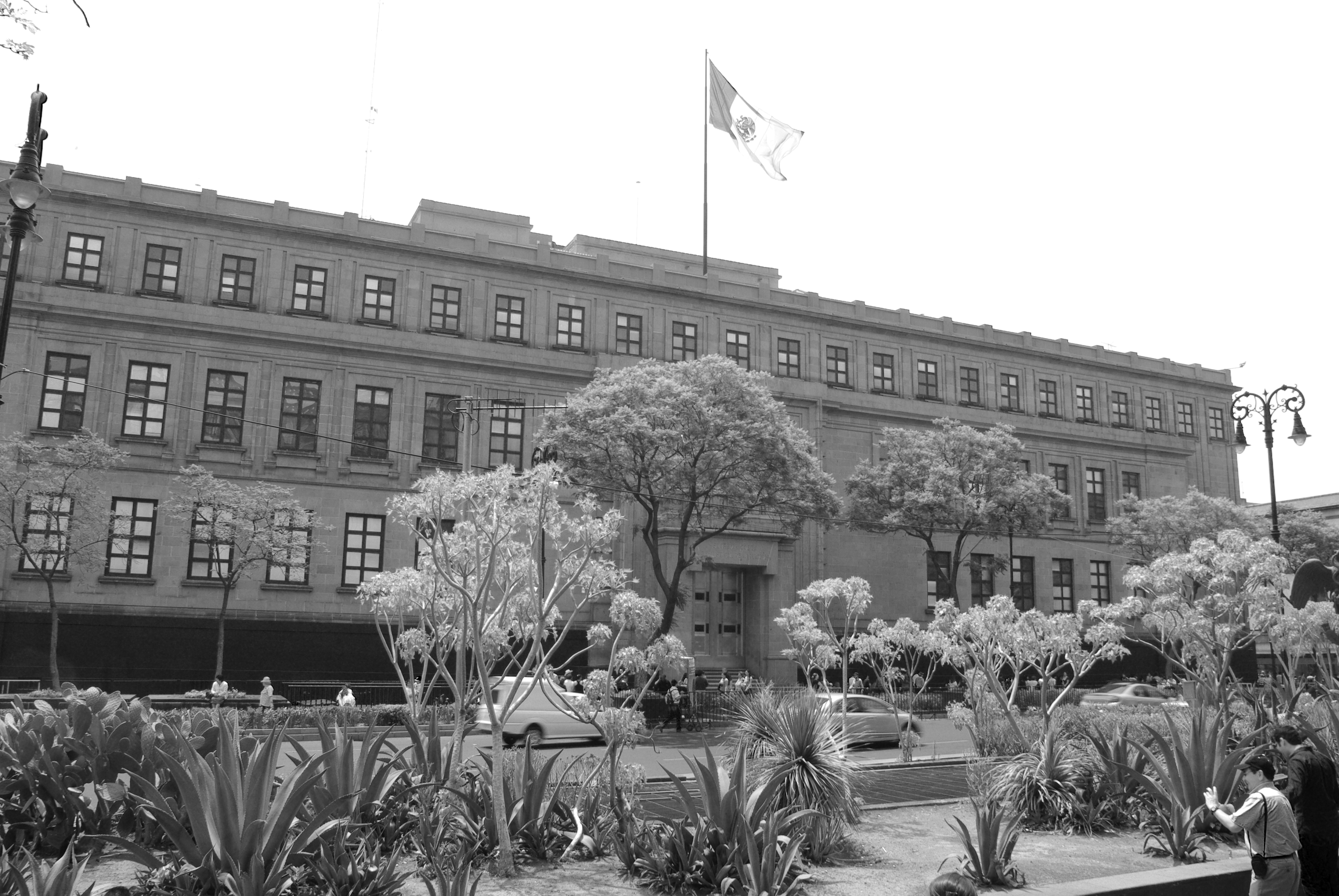
Actual sede.

### Alternas
- Casa particular en Querétaro; hoy museo llamado Casa De la Peña y Peña  (1847-1848; Durante la ocupación estadounidense).
- Salón del Tribunal Superior de Justicia del Estado, en el interior del Palacio de Gobierno de San Luis Potosí. (1863; Al principio de la ocupación francesa).

## Órganos de difusión
El medio oficial de difusión de la jurisprudencia emitida por la Suprema Corte de Justicia de la Nación y por los Tribunales Colegiados de Circuito es el "Semanario Judicial de la Federación y su Gaceta". Además, la Suprema Corte de Justicia publica en línea un sistema automático de consulta de la información jurisprudencial denominado "Semanario Judicial de la Federación (Antes IUS)", mismo que se actualiza los viernes; el cual compila y sistematiza ejecutorias, votos, tesis de jurisprudencia y tesis aisladas, relativas a las resoluciones de ese Alto Tribunal y de los Tribunales Colegiados de Circuito.

### Justiciatv
La primera transmisión en vivo del Pleno de la Suprema Corte de Justicia de la Nación se realizó el 16 de junio de 2005, a través del canal de televisión restringida Aprende Tv de la Secretaría de Educación Pública, que abrió un espacio diario, de once del día a dos de la tarde, para difundir las sesiones públicas del máximo tribunal, así como de otros órganos del Poder Judicial de la Federación y programas relacionados con lo resuelto en las sesiones.[cita requerida]
A raíz de estas transmisiones, se entendió la necesidad de contar con un canal propio que acercara al público a los órganos encargados de impartir justicia, que facilitara el acceso a la información, mayor transparencia, así como poder seguir el alcance de las resoluciones del máximo tribunal del país, tal como lo prevé el artículo 6.º constitucional, que en su parte final establece que “el derecho a la información será garantizado por el Estado”.[cita requerida]
En diciembre del 2005, la Suprema Corte de Justicia de la Nación obtuvo permiso para acceder a la “Reserva del Estado”, es decir, a la capacidad satelital asignada al gobierno mexicano, así como para contar con un canal de televisión restringida. Unos meses después, el 29 de mayo, el Canal Judicial inició oficialmente sus transmisiones, a través del canal 112 de Cablevisión del Valle de México, y por más de 100 sistemas de televisión por cable de todo el país, afiliados a la Canitec. Esta cobertura se extendió en el 2010, por decreto de la Secretaría de Comunicaciones y Transportes, a través de todos los concesionarios de televisión restringida que operan a nivel nacional. Cuatro años después, en el 2014, la señal se empezó a transmitir en alta definición.[cita requerida]
Hoy en día, el Canal Judicial continúa con sus labores iniciales, pero también ha ampliado su programación que incluye desde las sesiones del Pleno de la Suprema Corte de Justicia de la Nación y del Tribunal Electoral del Poder Judicial, hasta series, películas y programas nacionales e internacionales relacionados con el Derecho, la cultura, la ciencia y las disciplinas sociales, con el fin de fomentar una cultura jurídica amplia e informada.
A partir del 1.º de julio de 2019, el canal cambió de nombre por el de Justiciatv.